# Stenka Razin (Glazunov)
Stenka Razin, op. 13, és un poema simfònic compost per Aleksandr Glazunov el 1885. Dedicada a la memòria d'Aleksandr Borodín, és una de les poques composicions escrites per Glazunov sobre un tema nacionalista i està composta en un estil que recorda Borodín i Piotr Ilitx Txaikovski.

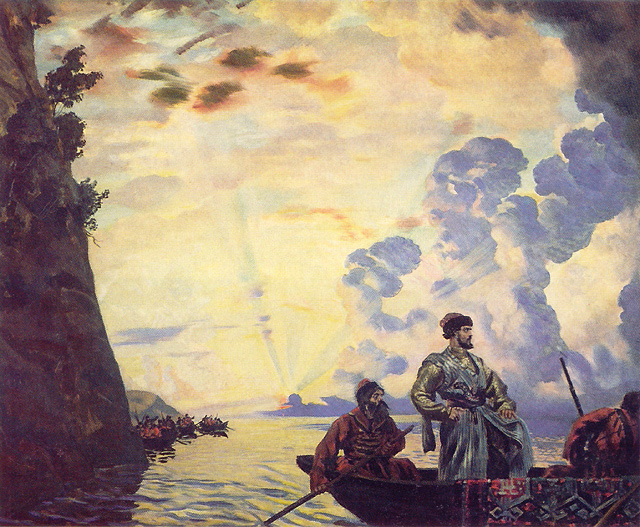
Stepan Razin al Volga (per Borís Kustódiev, 1918) Museu Estatal Rus de Sant Petersburg)

La composició de Glazunov dramatitza i romantitza la carrera del cosac Stenka Razin. Després de liderar incursions contra el règim tsarista, Razin va ser capturat i se li va concedir amnistia a canvi d'un jurament de lleialtat. Va incomplir la seva promesa, liderant un exèrcit de diversos centenars de milers d'homes en un intent d'enderrocar el govern. Capturat de nou, va ser executat el 1672.
La partitura se centra en un moment dramàtic immediatament anterior a la recuperació de Razin. Razin i la seva amant, una princesa persa capturada, naveguen en un vaixell ricament guarnit pel riu Volga. Allà, en una versió de la història, la princesa relata un somni ominós, que l'adverteix d'un desastre imminent i de la seva pròpia mort al riu. De sobte es veuen envoltats de soldats tsaristes. Razin llença la princesa a l'aigua, declarant: "Mai en tots els meus trenta anys he ofert un sacrifici al Volga. Avui li donaré el que per a mi és el més preciós de tots els tresors del món". Els cosacs llavors baixen desesperadament sobre les tropes russes. Una altra versió de la història presenta els homes de Razin acusant-lo que el seu amor per la princesa ha esmorteït la seva set de lluita —una acusació que Razin refuta ofegant la princesa abans de tornar a liderar els seus seguidors a la batalla.

## Estructura
La lenta introducció evoca el riu Volga, citant Els sirgadors del Volga, i la solemnitat de la cançó acoloreix no només la introducció en si menor, sinó també les seccions exteriors de l'Allegro con brio principal en la mateixa tonalitat musical. Aquestes seccions exteriors representen les incursions de Razin als pobles al llarg del riu. Una secció central més suau (Allegro moderato) presenta una melodia de clarinet contrastant en to major un semitò més baix i es deia que era d'origen persa; aquest tema, sensual i ondulant a la manera orientalista russa, retrata la princesa. Els dos temes, individualment i conjuntament, proporcionen la substància de la secció central de desenvolupament, que culmina en la representació gràfica de la mort de la princesa. Els sirgadors del Volga es repeteix amb els metalls per portar l'obra a una conclusió emocionant.

## Estrena
L'obra es va estrenar a Sant Petersburg el 23 de novembre de 1885 en un concert, organitzat a càrrec de Mitrofan Beliàiev, dirigit per l'alumne de Rimski-Kórsakov, Georgi Ottonovitx Dutsch.